# Lina Afvander
Lina Johanne Afvander, född 18 april 1978 i Tranås, är en svensk politiker (socialdemokrat). Hon var ledamot i SSU:s förbundsstyrelse 1999–2001.
Afvander var kandidat till posten som SSU-ordförande inför förbundskongressen 2003. Valet stod mellan henne och Ardalan Shekarabi när hon drog tillbaka sin kandidatur. Hon var bland annat engagerad i frågor som rör mänskliga rättigheter. Året därpå flyttade hon till Hällefors kommun där hon blev kvar i 10 år tills hon 2014 flyttade vidare till Göteborg. Där arbetade hon bland annat med att skriva krönikor för ETC Bergslagen och 2012 var hon dagboksskribent i KomUt. Åtminstone 2007 var hon ersättare i kommunfullmäktige i Hällefors och 2011 utsågs hon av Sveriges socialdemokratiska kvinnoförbund (S-Kvinnor) till ledamot i dess framtidskommission tillsammans med Majléne Westerlund Panke, Kerstin Alnebratt, Andreas Gottardis, Johanna Storbjörk och Nivin Yosef. Samma år var hon en del av juryn som utsåg vinnaren till Ordfronts demokratipris.
Senare arbetade hon för Hyresgästföreningen. I intervjuer med Expressen och Sveriges Radio P4 2013 gick hon ut med att hon är hiv-positiv. Åtminstone 2015–2019 arbetade hon vidare med relaterade frågor på Riksförbundet för sexuell upplysning (RFSU). I början av 2020-talet arbetade hon som projekt- och verksamhetsutvecklare på studieförbundet Ibn Rushd.